# Bernard Braine
Bernard Richard Braine, Lord Braine z Wheatley (24. června 1914, Londýn – 5. ledna 2000, Southend-on-Sea) byl britský politik Konzervativní strany a poslanec Dolní sněmovny Spojeného království.

## Biografie
Narodil se v londýnské čtvrti Ealing a jeho otec pracoval ve veřejném sektoru. Vzdělání získal na gymnáziu Hendon County Grammar School v Londýně. Poté, co vystudoval, začal pracovat pro britský daňový úřad Inland Revenue. V roce 1933 se stal členem Mladých konzervativců, kde byl až do roku 1937, když byl povýšen na národního místopředsedu. Během druhé světové války sloužil v North Staffordshire Regimentu v západní Africe, severozápadní Evropě a jihovýchodní Asii. V roce 1945 kandidoval za konzervativní stranu ve všeobecných volbách ve svém volebním obvodu Leyton East ale neúspěšně. V roce 1947 vyšla jeho kniha Tory Democracy, v níž je představen jeho politický světonázor.
Nakonec se dostal do Dolní sněmovny Spojeného království v roce 1950 ale za volební obvod Billericay. Následně byl členem Dolní sněmovny Spojeného království 39 let bez přerušení až do jeho odchodu z aktivní politiky v roce 1992, což z něj od roku 1987 učinilo Father of the House, což je titul, který je udělen nejdéle působícímu členu parlamentu. Byl předsedou Národní rady pro boj proti alkoholismu a byl členem parlamentních skupin pro lidská práva a proti potratům a působil jako neoficiální velvyslanec Polské exilové vlády.
V roce 1972 se stal rytířem a v roce 1985 byl jmenován do Soukromé rady Spojeného království. Z Dolní sněmovny Spojeného království odstoupil v roce 1992 a 10. srpna téhož roku byl povýšen na postavení doživotní Peer a od té doby oficiálně držel titul barona Braine z Wheatley, Rayleigh v hrabství Essex. Roku 1995 mu propůjčil český prezident Václav Havel Řád T. G. Masaryka II. třídy.
Zemřel 5. ledna 2000 v Southend-on-Sea.